# Скелька (роман)
«Скелька» — історичний роман у віршах українського письменника Івана Багряного. Твір уперше виданий 1930 року у Харкові видавництвом «Книгоспілка».
Роман «Скелька» перегукується з поемою Тараса Шевченка «Гайдамаки».

## Історія
Роман «Скелька» був написаний Іваном Багряним у 1928 році. 
В романі у віршах Багряний використав почуту в дитинстві легенду про те, як у XVIII столітті селяни села Скелька (тепер Сумська обл.), протестуючи проти засилля московських ченців, спалили чоловічий монастир.

## Сюжет
У центрі зображення роману проблема взаємин України й Росії. В творі поет викриває антиукраїнську позицію російської церкви в Україні, прагне прищепити любов до рідної землі та ненависть до її поневолювачів. Твір сповнений віри в щасливу майбутню долю українського народу. 

## Оцінка літературних критиків
Григорій Костюк, відомий діаспорний літературознавець, прочитавши «Скельку» писав:
«Стає ясним, яка питома вага цього твору для нашого літературного сьогодні. «Скелька», то — вершина. Вершина місцями велична, надзвичайна, а місцями химерна і розхристана. Від неї автор розпочав свій, твердим кроком, літературний похід».
Проте багато літературних критиків того часу були іншої думки про цей твір, як, зрештою, і про всю творчість Івана Багряного. У періодичних виданнях з'явилося чимало різких негативних оцінок творчості молодого поета. Так, у 1931 році у журналі «Критика» (№ 10) з'явилася стаття «Куркульським шляхом» О. Правдюка, в якій зазначалось: 
«...Як бачимо ранні твори Багряного доводять, що по суті він є ідеолог заможно-куркульських груп села, які вороже ставляться до політики партії і радянської влади на селі. ...від самого початку поет став співцем куркульської ідеології і до сьогодні залишається таким...»
 Після цієї статті твори Багряного були вилучені з бібліотек і книжкових крамниць.
У передмові до другого, діаспорного, видання Дмитро Чуб зауважив:
«Оцінюючи твір, слід звернути увагу й на те, що в двадцятих роках українська література не мала такого великого віршованого історичного твору» 

## Видання
- Іван Багряний. Скелька. Харків: видавництво "Книгоспілка", 1930. 152 стор.
- Іван Багряний. Скелька. Передмова: Дмитро Чуб, Обкладинка: М. Денисенко. Мельбурн: видавництво "Ластівка", 1984. 149 стор. ISBN 0-949617-03-2.